# Chlorocoma ochroneurodes
Chlorocoma ochroneurodes är en fjärilsart som beskrevs av Louis Beethoven Prout 1912. Chlorocoma ochroneurodes ingår i släktet Chlorocoma och familjen mätare. Inga underarter finns listade i Catalogue of Life.